# Johan Jespersson Cruus af Harfvila
Johan Jespersson Cruus af Harfvila eller Johan Cruus, född 1617, död  25 december 1644 i Ystad, var ett svenskt kammarråd, häradshövding och krigskommissarie.
Han var son till riksskattmästaren Jesper Matsson Krus (1576-1622) och friherrinnan Brita De la Gardie ( (1581-1645) och bror till Carl Pontus Jespersson Cruus af Edeby (född 1615) och översten friherre Lars Jespersson Kruus (1621-1656). Harvila är en herrgård i Tavastland i Finland.
Ättlingarna till Jesper Mattsson Krus, det vill säga sonen, Lars Cruus upphöjdes till friherre Cruus af Gudhem samt döttrarna till sonen Johan Cruus, Brita, Anna Maria, Barbro och Sophia Christina, upphöjdes till friherrinnor av Gudhem 1651.

## Biografi
Johan Cruus gifte sig den 17 mars 1640 med Katarina Oxenstierna af Södermöre (1617–1661), dotter till rikskanslern Axel Oxenstierna, och blev far till fyra döttrar, födda 1641, 1642, 1643 och 1644. 
Cruus blev kammarråd 1641 och utnämndes 1642 till häradshövding i Gudhems härad. 1643 utsågs han till krigskommissarie och deltog i det skånska fälttåget 1644. Horns krig var ett fälttåg under Torstensons krig 1644, som utspelades i Skåne och leddes av Gustaf Horn. Det Torstensonska kriget var mellan Sverige och Danmark-Norge mellan 1643 och 1645 och det slutade med freden i Brömsebro 1645. Under fälttåget avled han i Ystad på juldagen, den 25 december, 1644 och begravdes den 7 oktober 1645 i Storkyrkan i Stockholm.

## Säteriet i Alsike by

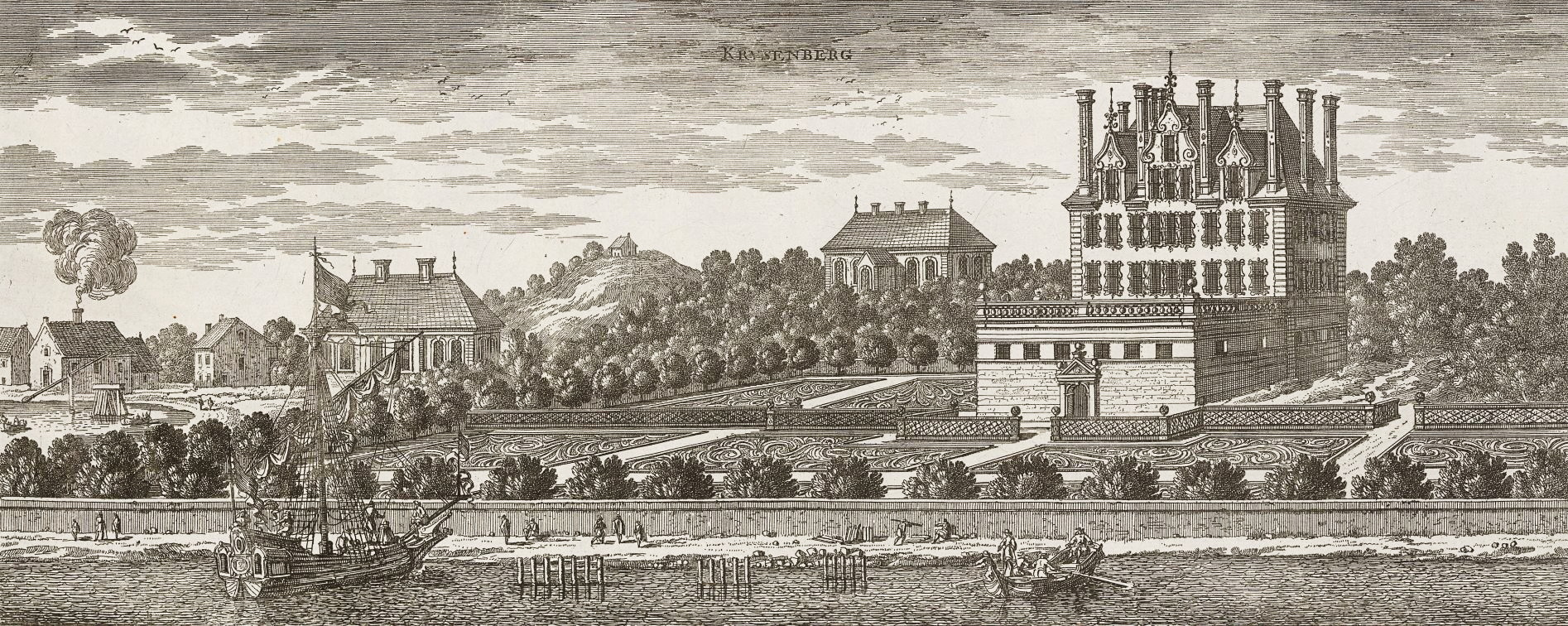
Krusenberg i Suecia Antiqua et Hodierna.

Johan Cruus bildade på 1640-talet ett säteri i Alsike by i Alsike socken som efter hans död kom att ges namnet Krusenberg efter honom. Han ägde sedan tidigare två av de nio gårdarna i byn och köpte 1640 räntan (skatten) för de övriga sju av Uppsala universitet och Johannes Bureus. Säteriet ärvdes av hans dotter Brita Cruus. Efter Johan Cruus död lät änkan Katarina Oxenstierna 1648 uppföra en herrgårdsbyggnad, ritad av Nicodemus Tessin d.ä., på en udde vid Mälaren och den gamla byn kom efterhand att avhysas.

## Barn
- Brita Cruus af Gudhem (1641-1716), friherrinna Cruus af Gudhem, nr 14,[4] född 1641 i Estland, gift 17 mars 1657 med Jakob Lilliehöök af Fårdala (1633-1657), major och friherre. Hon fick heta Brita efter sin farmor, Brita De la Gardie. Det var samma bröllopsdatum som hennes egna föräldrar hade gift sig, den 17 mars. Friherrinnan Brita Cruus af Gudhem nr:14 och Jakob Lilliehöök gifte sig på Stockholms slott med Hedvig Eleonora som värdinna. När Brita gifte sig med Jakob var hon bara femton år gammal. Som morgongåva fick hon Jakobsberg, som då hette Vibble. Jakobsbergs gård i Järfälla kommun ligger på mark som tillhört byn Vibble. Brita Cruus ligger begraven i den Lilliehöökska familjegraven i S:t Johannes kyrka i Norrköping. Brita och Jakob blev föräldrar till en dotter, Jakobina Catharina Lilliehöök (1658-1696).

- Anna Maria Cruus af Gudhem (1642-1716), friherrinna Cruus af Gudhem, nr 14,[4] född 25 augusti 1642 i Stockholm, död 18 juni 1716 i Västra Ed, Kalmar län. Den 19 januari 1657 gifte hon sig i Wismar med Carl Mauritz Lewenhaupt (1620-1666), Lewenhaupt nr 2, greve till Raseborg och Falkenstein, i hans andra gifte, fältmarskalk, riksråd och greve, född 5 maj 1620 i Västra Ed, Kalmar län, död 2 december 1666.  Anna Maria fick Vinäs i morgongåva och blev föräldrar till sju barn. Anna Maria Cruus erhöll 14 augusti 1667 godset Nitau i Livland såsom ersättning för Tholsburg, som genom Kungl. Maj:ts dom den 14 december 1664 frånkänts hennes man och tilldömts hans första fru Dorotea Wrangels arvingar. Dottern Sidonia Juliana Lewenhaupt (1659-1737), grevinna, föddes i Karl X Gustavs krigsläger utanför Köpenhamn. Anna Maria Cruus avled den 18 juni 1716 på Vinäs, Västra Eds socken, Kalmar län, och är begraven i en kopparkista med en kristusbild gå locket i Lewenhauptska graven i Riddarholmskyrkan, där hon ligger jämte sin man. Hon skänkte 1675 en mässhake till Edshults kyrka i Jönköpings län.

- Barbro Johansdotter Cruus af Gudhem (1643-okänt), friherrinna Cruus af Gudhem, nr 14,[4] född 1643 i Stockholm, död datum och plats okänt, men ännu 1711 levde hon änka.[5]

Barbro Cruus gifte sig 19 juni 1659 med hovstallmästare, friherre, Carl Sparre  till Kroneborg och Säby, född 6 juli 1632, död 1672 i Stockholm och begraven i Oxenstiernska gravvalvet i Fasterna kyrka. Som morgongåva från sin första make fick Barbro fyra frälsehemman, bl.a. Säby säteri (sätesgård) i Aspö socken i Södermanland. Barbro Cruus af Gudhem och Carl Carlsson Sparre blev föräldrar till tre söner, Axel, Carl och Jakob.
Efter att Carl Sparre dog 1672 gifte Barbro om sig 2 april 1679  med sin mors syssling, Gustaf Gabrielsson Oxenstierna af Korsholm och Wasa (1626-1693), riksråd, rikstygmästare, generalmajor, lantmarskalk och greve, nr 8 till Caster med mera, och som hade blivit änkling 1675 med en dotter på 5 år och en nyfödd son. Gustaf Oxenstierna var född i Fastena i Stockholms län och död 18 november 1693 i Stockholm. Gustaf Oxenstierna hade tidigare varit gift med Augusta Maria Babezin (1641-1675), hovjungfru, med vilken han hade en dotter, Anna Augusta Oxenstierna af Korsholm och Wasa (1670-1755) och en son, Gustaf Oxenstierna af Korsholm och Wasa (1675-1723), generalmajor, greve, gift med Christina Kurck (1670-1736), de blev föräldrar till en dotter, Gustaviana Barbro Oxenstierna af Korsholm och Wasa (1716-1792), grevinna. Genom sitt andra gifte 1679 med Barbro Cruus, då änka efter Carl Carlsson Sparre, ärvde Gustaf Oxenstierna herrgården Säbylund i Kumla socken i Närke.
- Sofia Christina Johansdotter Cruus af Gudhem (1644-1668), friherrinna Cruus af Gudhem, nr 14,[4] född i Landskrona, död 1668 i Stockholm, gift den 7 december 1662 med Gustaf Banér (1629-1680), riksråd, president och friherre nr 22 till Gamla Carleby och Härlunda med mera, i hans första gifte. Han var son till Carl Banér (1598-1632)[6][7] och var guvernör över Västergötland och president i krigskollegium. De blev föräldrar till tre barn, två döttrar och en son, varav ingen av dem överlevde. Sofia Christina avled den 23 januari 1668 i Stockholm, vid bara 24 års ålder, och blev begraven i Uppsala domkyrka. Gustaf Banér gifte om sig den 16 januari 1670 i Stockholm med sin sysslings dotter, friherrinnan Anna Christina Bååt (1645-1733), dotter till riksrådet och riksskattmästaren, friherre Seved Bååt av släkten Bååt  (1615-1669) och friherrinnan Magdalena Stenbock av släkten Stenbock (1616-1686). Gustaf Banér och Anna Christina Bååt hann var gifta i tio år, innan Gustaf avled, hon överlevde sin make med 53 år, de hade inga barn.[8][9][10]